# والورث (ويسكونسن)
والورث (بالإنجليزية: Walworth, Wisconsin)‏ هي بلدة تقع في الولايات المتحدة في مقاطعة والورث (ويسكونسن). يقدر تعداد سكانها بـ 2,816 نسمة ومساحتها 3.99 كم2 وترتفع عن سطح البحر 306 متر.

## التركيبة السكانية
قام مكتب تعداد الولايات المتحدة بتحديد بيانات التركيبة السكانية لوالورث في تعداد الولايات المتحدة. في ما يلي، التركيبة السكانية حسب تعدادي 2000 و2010.

### تعداد عام 2000
بلغ عدد سكان والورث 2,304 نسمة بحسب تعداد عام 2000، وبلغ عدد الأسر 850 أسرة وعدد العائلات 582 عائلة مقيمة في القرية. في حين سجلت الكثافة السكانية 1,583.9 نسمة لكل ميل مربع (611.5/كم2). وبلغ عدد الوحدات السكنية 893 وحدة بمتوسط كثافة قدره 613.9 نسمة لكل ميل مربع (237.0/كم2).
وتوزع التركيب العرقي للقرية بنسبة 97.22% من البيض و 0.09% من الأمريكيين الأصليين و 0.65% من الأمريكيين ذوي الأصول الآسيوية و 0.04% من سكان جزر المحيط الهادئ و 0.48% من الأمريكيين الأفارقة و 0.35% من عرقين مختلطين أو أكثر.
بلغ عدد الأسر 850 أسرة كانت نسبة 35.5% منها لديها أطفال تحت سن الثامنة عشر تعيش معهم، وبلغت نسبة الأزواج القاطنين مع بعضهم البعض 53.3% من أصل المجموع الكلي للأسر، ونسبة 10.6% من الأسر كان لديها معيلات من الإناث دون وجود شريك، وكانت نسبة 31.5% من غير العائلات. تألفت نسبة 26.1% من أصل جميع الأسر من أفراد ونسبة 11.8% كانوا يعيش معهم شخص وحيد يبلغ من العمر 65 عاماً فما فوق. وبلغ متوسط حجم الأسرة المعيشية 3.11، أما متوسط حجم العائلات فبلغ 2.57.
بلغ العمر الوسطي للسكان 37 عاماً. وكانت نسبة 26.9% من القاطنين تحت سن الثامنة عشر، وكانت نسبة 7.0% بين الثامنة عشر والأربعة وعشرون عاماً، ونسبة 28.3% كانت واقعةً في الفئة العمرية ما بين الخامسة والعشرون حتى والأربعة وأربعون عاماً، ونسبة 20.1% كانت ما بين الخامسة والأربعون حتى الرابعة والستون، ونسبة 17.8% كانت ضمن فئة الخامسة والستون عاماً فما فوق. يوجد لكل 100 أنثى 90.7 ذكر، ويوجد لكل 100 أنثى في الثامنة عشر من عمرها فما فوق 83.4 ذكر.
بلغ متوسط دخل الأسرة في القرية 43,672 دولار، أما متوسط دخل العائلة فبلغ 51,630 دولار. وكان متوسط دخل الذكور 35,492 دولار مقابل 23,693 دولار للإناث. وسجل دخل الفرد الخاص بالقرية 19,311 دولار. وكانت نسبة 5.4% من العائلات ونسبة 8.7% من السكان تحت خط الفقر، وكان من هؤلاء نسبة 8.3% تحت سن الثامنة عشر ونسبة 16.8% في الخامسة والستين من العمر وما فوق.

### تعداد عام 2010
بلغ عدد سكان والورث 2,816 نسمة بحسب تعداد عام 2010، وبلغ عدد الأسر 1,068 أسرة وعدد العائلات 700 عائلة مقيمة في القرية. في حين سجلت الكثافة السكانية 1,828.6 نسمة لكل ميل مربع (706.0/كم2). وبلغ عدد الوحدات السكنية 1,172 وحدة بمتوسط كثافة قدره 761.0 لكل ميل مربع (293.8/كم2).
وتوزع التركيب العرقي للقرية بنسبة 87.5% من البيض و 0.1% من الأمريكيين الأصليين و 0.8% من الأمريكيين ذوي الأصول الآسيوية و 0.2% من سكان جزر المحيط الهادئ و 0.7% من الأمريكيين الأفارقة و 1.2% من عرقين مختلطين أو أكثر.
بلغ عدد الأسر 1,068 أسرة كانت نسبة 37.1% منها لديها أطفال تحت سن الثامنة عشر تعيش معهم، وبلغت نسبة الأزواج القاطنين مع بعضهم البعض 49.5% من أصل المجموع الكلي للأسر، ونسبة 11.1% من الأسر كان لديها معيلات من الإناث دون وجود شريك، بينما كانت نسبة 4.9% من الأسر لديها معيلون من الذكور دون وجود شريكة وكانت نسبة 34.5% من غير العائلات. تألفت نسبة 30.2% من أصل جميع الأسر من أفراد ونسبة 13.5% كانوا يعيش معهم شخص وحيد يبلغ من العمر 65 عاماً فما فوق. وبلغ متوسط حجم الأسرة المعيشية 3.22، أما متوسط حجم العائلات فبلغ 2.58.
بلغ العمر الوسطي للسكان 36.1 عاماً. وكانت نسبة 28.4% من القاطنين تحت سن الثامنة عشر، وكانت نسبة 7.2% بين الثامنة عشر والأربعة وعشرون عاماً، ونسبة 25.8% كانت واقعةً في الفئة العمرية ما بين الخامسة والعشرون حتى والأربعة وأربعون عاماً، ونسبة 23.7% كانت ما بين الخامسة والأربعون حتى الرابعة والستون، ونسبة 14.9% كانت ضمن فئة الخامسة والستون عاماً فما فوق. وتوزع التركيب الجنسي للسكان بنسبة 48.1% ذكور و51.9% إناث.